# Eva Lovia
Eva Lovia (Myrtle Beach, 29 mei 1989), pseudoniem van Candice Clarke, is een voormalig Amerikaans pornoactrice.

## Biografie
Clarke werd geboren in de staat North Carolina maar groeide samen met haar twee jongere zusjes op in de staat New York. Ze werkte als model tot ze in 2013 actief werd in de pornowereld. In de beginfase van haar carrière in deze branche trad ze uitsluitend op in lesbische scènes. Lovia richtte in 2013 haar eigen bedrijf op, Lovia Enterprise LLC. Daarmee ging ze websites bouwen voor andere pornoactrices. Ze begon eind 2014 ook in heteroseksuele hardcorefilms te spelen. Lovia tekende in 2015 een contract bij de studio Digital Playground.
Afgezien van het pseudoniem Mia Marx werkte Clarke onder het pseudoniem "Eva Lovia". In 2015 werkte Lovia mee aan een campagne van een liefdadigheidsorganisatie in Australië door in een filmparodie gebaseerd op Game of Thrones (getiteld Game of Balls) een scène te onderbreken, waarna ze in de camera kijkt om zich te richten tot het pornopubliek en te spreken over zaadbalkanker.

## Sexploration
De website Pornhub maakte in 2015 bekend een pornofilm met de titel Sexploration op te willen nemen in de ruimte. Samen met Digital Playground hoopte het bedrijf via crowdfunding 3,4 miljoen dollar op te halen. Lovia zou samen met pornoacteur Johnny Sins in een capsule de ruimte in worden geschoten, voor de eerste pornofilm ooit op deze locatie. De organisatie zou zes maanden rigoureuze training vergen en naast de twee acteurs een crew van zes personen. Er werd bijna een kwart miljoen van de benodigde 3,4 miljoen dollar verworven, waarna het initiatief werd beëindigd en het geld van de donateurs werd teruggestort.

## Prijzen en nominaties
| Jaar | Prijs       | Categorie                                   | Product                                                                    | Resultaat   |
| ---- | ----------- | ------------------------------------------- | -------------------------------------------------------------------------- | ----------- |
| 2016 | AVN Awards  | Female Performer of the Year                |                                                                            | Genomineerd |
| 2016 | AVN Awards  | Best All-Girl Group Sex Scene               | College Rules 20, Morally Corrupt (gedeeld met Lola Foxx en Bella Rose)    | Genomineerd |
| 2016 | AVN Awards  | Best Boy/Girl Sex Scene                     | Flesh (gedeeld met Keiran Lee)                                             | Genomineerd |
| 2016 | AVN Awards  | Best Group Sex Scene                        | Flesh (gedeeld met Maddy O'Reilly, Keiran Lee en Derrick Pierce)           | Genomineerd |
| 2016 | AVN Awards  | Best Sex Scene in a Foreign-Shot Production | Monarch: Agents of Seduction (gedeeld met Franceska Jaimes en Nacho Vidal) | Genomineerd |
| 2016 | XBIZ Awards | Best Actress – Couples-Themed Release       | Monarch: Agents of Seduction                                               | Genomineerd |
| 2016 | XBIZ Awards | Best Scene – Couples-Themed Release         | Monarch: Agents of Seduction (gedeeld met Mark Rose)                       | Genomineerd |
| 2016 | XBIZ Awards | Best Actress – Parody Release               | Anchorwoman XXX                                                            | Genomineerd |